# Mike Allen
Michael „Mike“ Allen (* 30. März 1949 in South Shields) ist ein ehemaliger englischer Fußballspieler.

## Karriere
Allen kam im Mai 1966 von den Wallsend Boys zum FC Middlesbrough und debütierte für den Klub am 30. Dezember 1967 auf der Innenverteidigerposition bei einer 1:2-Niederlage gegen die Bolton Wanderers. In den folgenden Spielzeiten wurde Allen bei Middlesbrough auf einer Vielzahl von Positionen eingesetzt (linker und rechter Außenverteidiger, linkes Mittelfeld), kam aber nie über den Status des Ergänzungsspielers hinaus. In fünf Spielzeiten in der Second Division bestritt er insgesamt 35 Ligapartien, als sich Middlesbrough jeweils in der oberen Tabellenhälfte platzierte, den Aufstieg in die First Division aber jeweils verpasste. 
Im Oktober 1971 wechselte er für eine Ablöse von £10.000 in die Fourth Division zum FC Brentford und stieg mit dem Klub am Saisonende in die Third Division auf, ein Erfolg, zu dem er mit drei Toren in 30 Einsätzen beigetragen hatte. Nach dem direkten Wiederabstieg rückte Allen während der Saison 1973/74 vom Mittelfeld auf die linke Außenverteidigerposition und war dort in der Folge unumstrittener Stammspieler. Mit seiner schnörkellosen und beständigen Spielweise war er sieben Spielzeiten lang ein Fixpunkt in Brentfords Kader und wurde in der Saison 1975/76 klubintern als „Spieler des Jahres“ ausgezeichnet, als er nur eines von 53 Saisonspielen verpasste. 1978 gelang als Tabellenvierter der erneute Aufstieg in die Third Division, dort kam Allen allerdings nur noch zu Saisonbeginn in sieben Partien zum Einsatz und nach 255 Pflichtspieleinsätzen (13 Tore) verließ er den Klub zum Saisonende. Seine Laufbahn fand in der Northern Football League bei Whitby Town seine Fortsetzung. Beruflich war Allen nach seinem Karriereende bei Imperial Chemical Industries tätig und in Marton wohnhaft.